# Stent metallico autoespandibile

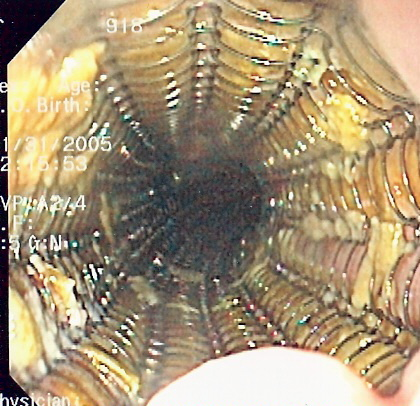
Vista endoscopica di uno stent metallico autoespandibile utilizzato per una cura palliativa per un tumore dell'esofago

Uno stent metallico autoespandibile è un tipo di stent utilizzato per mantenere pervia una struttura nel tratto gastrointestinale al fine di consentire il passaggio del cibo, chimo, feci, o altre secrezioni necessari per la digestione. Essi vengono inseriti mediante endoscopia, in cui una telecamera a fibra ottica viene inserita attraverso la bocca o retrograda attraverso il colon, al fine di raggiungere la zona di restringimento (stenosi). Possono anche essere inseriti utilizzando la fluoroscopia in cui un'immagine a raggi X viene utilizzata per guidare l'inserimento o utilizzata come tecnica aggiuntiva all'endoscopia.
La stragrande maggioranza degli stent auto-espandibili sono usati per alleviare i sintomi causati da tumori del tratto gastrointestinale che ostacolano l'interno delle strutture tubolari dell'intestino, cioè l'esofago, il duodeno, il dotto biliare comune e il colon. Questi stent sono progettati per essere permanenti e, di conseguenza, sono spesso utilizzati quando il tumore è in fase avanzata e non può essere rimosso chirurgicamente.
Talvolta possono essere utilizzati anche nel sistema vascolare, solitamente in aorta nel sistema vascolare periferico.